# ミヒャエル・レンジング
ミヒャエル・レンジング（Michael Rensing, 1984年5月14日 - ）は、西ドイツ・リンゲン出身の元サッカー選手。ポジションはゴールキーパー。
姓をレンジンクと表記する場合もある。

## 経歴
地元のTuSリンゲンからバイエルン・ミュンヘンの育成部門に移り、2003年にトップチームに昇格。バイエルンでは2007-2008シーズンまではオリバー・カーンの控えであったが、「カーンを超える逸材」と言われ期待されていた。カーンの引退に伴い2008-2009シーズンからは正GKに昇格したが、不安定なパフォーマンスを露呈し、ベテランのハンス＝イェルク・ブットにレギュラーの座を奪われてしまった。翌2009-2010シーズンは出場機会がなく同年限りでバイエルンを退団した。
その後はイングランド行きの噂もあったが半年ほど無所属の状態が続き、ミュンヘン近郊のアマチュアチームでトレーニングを積んでいたが、2010年12月22日に1.FCケルンと契約を結んだ。移籍後はベテランのファリド・モンドラゴンからポジションを奪い、すぐさま正GKとなった。
ケルンの2部降格に伴い、2012年8月30日にバイエル・レバークーゼンと2013年までの1年契約を結んだ。
2013年5月24日、2部に降格したフォルトゥナ・デュッセルドルフへ7月1日に移籍することが発表された。

## タイトル
クラブ
バイエルン・ミュンヘン
- ブンデスリーガ 2004–05, 2005–06, 2007–08, 2009–10
- DFBポカール 2005, 2006, 2008, 2010
- DFLリーガポカール 2007
- レギオナルリーガ 2004

フォルトゥナ・デュッセルドルフ
- 2. ブンデスリーガ 2017-18